# Slovenska republiška liga 1947-1948
La Slovenska republiška nogometna liga 1947./48. (it. "Campionato calcistico della Repubblica di Slovenia 1947-48") fu la terza edizione del campionato della Repubblica Popolare di Slovenia. In questa stagione era nel terzo livello della piramide calcistica jugoslava.
Il campionato venne vinto dalla Guarnigione JNA di Lubiana (In lingua slovena era conosciuta come Garnizija JLA Ljubljana - Jugoslovanska ljudska armada in sloveno - Jugoslavenska narodna armija in serbocroato), una squadra militare che, in quanto tale, non poteva essere promossa nella categoria superiore. Quindi, agli spareggi-promozione, ci andò la seconda classificata, il Kladivar Celje.
Dopo il torneo, la Guarnigione JNA cessò l'attività calcistica.

## Avvenimenti
Il 3 e 4 luglio 1947 si è tenuto il terzo incontro della Fiskulturni savez Jugoslavije (Associazione di cultura fisica della Jugoslavia), durante il quale vennero discusse le misure per il progresso dello sviluppo del calcio nel Paese. La decisione più importante fu la divisione della competizione nazionale in due leghe: la 1. liga 1947-48 e la 2. liga 1947-48. In quest'ultima lega venne inserito l'Enotnost di Lubiana, l'unica rappresentante della Slovenia nelle competizioni nazionali.

Il campionato della Fizkulturna zveza Slovenije (Associazione di cultura fisica della Slovenia) venne diviso in tre categorie a seconda della qualità delle squadre. Nella prima lega vennero inserite FD Nafta, FD Triglav, Rudar, Kladivar, Polet, Železničar (Mb), guarnigione di Lubiana e Krim. La prima classificata avrebbe disputato gli spareggi-promozione mentre l'ultima avrebbe disputato uno spareggio con la prima classificata della seconda lega (categoria in cui vennero inserite Adria Miren, Postojna, Udarnik Kranj, J. Gregorčič, Novo Mesto, M. Sobota, Škofja Loka e FD Litija).

Nella terza lega slovena vennero inserite tutte le altre squadre, divise nei gruppi Lubiana, Maribor, Gorenje, Dolenje, Primorje e Celje.

## Squadre partecipanti
| Squadra         | Città    | Stagione 1946-47 | Stagione 1946-47 |
| Squadra         | Città    | Pos.             | Divisione        |
| --------------- | -------- | ---------------- | ---------------- |
| Nafta           | Lendava  | 14°              | Prva liga        |
| Triglav         | Lubiana  | 2°               | Slovenska liga   |
| Kladivar        | Celje    | 3°               | Slovenska liga   |
| Rudar           | Trbovlje | 4°               | Slovenska liga   |
| Krim            | Lubiana  | 5°               | Slovenska liga   |
| Železničar (Mb) | Maribor  | 6°               | Slovenska liga   |
| Polet           | Maribor  | 7°               | Slovenska liga   |
| Guarnigione JNA | Lubiana  | Non esistente    | Non esistente    |

## Classifica
Questa la classifica finale del primo gruppo della Slovenska liga, terzo livello calcistico in Jugoslavia:
|  | Pos. | Squadra                    | Pt | G  | V  | N | P | GF | GS | QR    |
|  | ---- | -------------------------- | -- | -- | -- | - | - | -- | -- | ----- |
|  | 1.   | Guarnigione JNA Lubiana    | 28 | 14 | 14 | 0 | 0 | 52 | 18 | 2,888 |
|  | 2.   | Kladivar Celje             | 15 | 14 | 6  | 3 | 5 | 38 | 26 | 1,461 |
|  | 3.   | Železničar Maribor         | 15 | 14 | 6  | 3 | 5 | 26 | 22 | 1,181 |
|  | 4.   | Nafta                      | 13 | 14 | 6  | 1 | 7 | 21 | 24 | 0,875 |
|  | 5.   | Polet Maribor              | 12 | 14 | 5  | 2 | 7 | 22 | 26 | 0,846 |
|  | 6.   | Rudar Trbovlje             | 11 | 14 | 4  | 3 | 7 | 22 | 31 | 0,709 |
|  | 7.   | Železničar Lubiana/Triglav | 10 | 14 | 4  | 2 | 8 | 15 | 38 | 0,394 |
|  | 8.   | Krim Lubiana               | 8  | 14 | 3  | 2 | 9 | 20 | 50 | 0,400 |

Legenda:
      Campione della Slovenska republiška liga 1947-1948.
  Ammesso agli spareggi per la promozione in Druga Liga 1948-1949.
      Retrocessa nella divisione inferiore.
Note:
Due punti a vittoria, uno a pareggio, zero a sconfitta.

## Risultati
Andata:

31.08.1947. Krim – Rudar 0–1, Nafta – Triglav 5–2, Železničar (Mb) – garnizija Ljubljana 2–4, Kladivar – Polet 5–2 

07.09.1947. Kladivar – Krim 5–2, Rudar – garnizija Ljubljana 1–5, Železničar (Mb) – Nafta 0–0, Polet – Triglav 4–0

14.09.1947. Krim – Triglav 0–1, Nafta – garnizija Ljubljana 2–3, Rudar – Kladivar 1–1

24.09.1947. Železničar (Mb) – Polet 0–0

28.09.1947. Krim – Železničar (Mb) 1–1, Kladivar – Triglav 6–1, garnizija Ljubljana – Polet 2–1

09.10.1947. Železničar (Mb) – Kladivar 2–3

26.10.1947. garnizija Ljubljana – Krim 3–2, Železničar (Mb) – Kladivar 1–5, Triglav – Rudar 0–1, Nafta – Polet 3–1

09.11.1947. garnizija Ljubljana – Triglav 9–1, Polet – Krim 1–0

16.11.1947. Kladivar – garnizija Ljubljana 1–4, Triglav – Železničar (Mb) 2–1, Rudar – Polet 1–2 (annullata), Krim – Nafta 3–1

23.11.1947. Nafta – Kladivar 3–1

01.12.1947. Rudar – Polet 2–3

07.12.1947. Nafta – Rudar 4–1

14.12.1947. Železničar (Mb) – Rudar 3–0

21.12.1947. Polet – Rudar 4–1

Ritorno:

Durante la pausa invernale, il Triglav ha cambiato il nome in Železničar Ljubljana.

29.03.1948. garnizija Ljubljana – Železničar (Mb) 2–1, Železničar (Lj) – Nafta 3–0, Polet – Kladivar 1–2, Rudar – Krim 2–2

04.04.1948. Krim – Kladivar 2–1, Železničar (Lj) – Polet 2–1, garnizija Ljubljana – Rudar 3–1, Železničar (Mb) – Nafta 3–0

11.04.1948. Železničar (Lj) – Krim 1–1, Polet – Železničar (Mb) 0–0, Kladivar – Rudar 3–3

12.04.1948. Nafta – garnizija Ljubljana 0–2

18.04.1948. garnizija Ljubljana – Polet 4–0, Železničar (Lj) – Kladivar 0–0, Železničar (Mb) – Krim 3–1, Nafta – Rudar 1–0

24.04.1948. Polet – Nafta 3–0, Železničar (Mb) – Kladivar 3–2, garnizija Ljubljana – Krim 4–2, Rudar – Železničar (Lj) 4–1

02.05.1948. Kladivar – garnizija Ljubljana 2–3, Polet – Rudar 2–1, Nafta – Krim 2–0

09.05.1948. Železničar (Lj) – garnizija Ljubljana 2–4, Krim – Polet 6–2, Kladivar – Nafta 4–2

16.05.1948. Rudar – Železničar (Mb) 5–2

## Spareggi-promozione
Dato che la Guarnigione di Lubiana, essendo una squadra militare, non poteva essere promossa, agli spareggi per la promozione in Druga Liga 1948-1949 andò il secondo classificato, il Kladivar Celje, che uscì al primo turno per mano dei serbi del Napredak Kruševac.
| Squadra 1      | Totale      | Squadra 2         | Andata     | Ritorno    |
| -------------- | ----------- | ----------------- | ---------- | ---------- |
| PRIMO TURNO    | PRIMO TURNO | PRIMO TURNO       | 13.06.1948 | 20.06.1948 |
| Kladivar Celje | 2 – 5       | Napredak Kruševac | 2 – 2      | 0 – 3      |

## Altre competizioni

### Secondo gruppo
Questa la classifica finale del secondo gruppo della Slovenska liga, quarto livello calcistico in Jugoslavia:
|  | Pos. | Squadra               | Pt | G  | V  | N | P  | GF | GS | QR    |
|  | ---- | --------------------- | -- | -- | -- | - | -- | -- | -- | ----- |
|  | 1.   | Murska Sobota         | 24 | 14 | 12 | 0 | 2  | 68 | 24 | 2,833 |
|  | 2.   | Udarnik Kranj         | 24 | 14 | 12 | 0 | 2  | 58 | 27 | 2,148 |
|  | 3.   | J. Gregorčič Jesenice | 16 | 14 | 8  | 0 | 6  | 38 | 47 | 0,808 |
|  | 4.   | Gorica                | 15 | 14 | 7  | 1 | 6  | 36 | 32 | 1,125 |
|  | 5.   | Litija                | 11 | 14 | 5  | 1 | 8  | 29 | 41 | 0,707 |
|  | 6.   | Postumia              | 9  | 14 | 3  | 3 | 8  | 26 | 43 | 0,604 |
|  | 7.   | Škofja Loka           | 9  | 14 | 4  | 1 | 9  | 31 | 58 | 0,534 |
|  | 8.   | Elan N. Mesto         | 4  | 14 | 1  | 2 | 11 | 16 | 57 | 0,280 |

Fu la prima edizione cui partecipò il Gorica, appena fondato con l’annessione della metà orientale di Gorizia alla Jugoslavia.

### Coppa di Jugoslavia
Circa 60 squadre slovene parteciparono alla fase zonale della coppa. Le 16 compagini di 1. e 2. Slovenska liga, entrarono direttamente nel primo turno, mentre 8 provenivano dalle eliminatorie: 2 ciascuna da Lubiana e Celje, ed una ciascuna da Maribor, Gorenje, Dolenje e Primorje.

Queste 24 società si sfidarono in tre turni per scremare le 3 squadre che ottennero la partecipazione alla Kup Maršala Tita 1947.
| Squadra 1               | Risultato | Squadra 2               |
| ----------------------- | --------- | ----------------------- |
| PRIMO TURNO             |           |                         |
| Kladivar Celje          | 3 – 2     | Železničar Maribor      |
| Elan N. Mesto           | 1 – 2     | Krim Lubiana            |
| Vipava                  | 0 – 0     | Proletarec Zagorje      |
| Rdeča zvezda            | 3 – 0     | Bratstvo                |
| Tržič                   | 3 – 0     | Adria                   |
| Rudar Trbovlje          | 0 – 0     | Nafta                   |
| Udarnik Kranj           | 3 – 3     | Domžale                 |
| Guarnigione JNA Lubiana | 7 – 1     | Polet Maribor           |
| Kovinar Maribor         | 9 – 1     | Krško                   |
| Postumia                | 9 – 2     | Triglav Lubiana         |
| Litija                  | 3 – 1     | Škofja Loka             |
| Murska Sobota           | 3 – 0     | J. Gregorčič Jesenice   |
| SECONDO TURNO           |           |                         |
| Rudar Trbovlje          | 1 – 0     | Kovinar Maribor         |
| Tržič                   | 11 – 1    | Rdeča zvezda            |
| Postumia                | 9 – 5     | Udarnik Kranj           |
| Proletarec Zagorje      | 0 – 1     | Kladivar Celje          |
| Guarnigione JNA Lubiana | 7 – 0     | Litija                  |
| Krim Lubiana            | 3 – 0     | Murska Sobota           |
| TERZO TURNO             |           |                         |
| Tržič                   | 1 – 8     | Guarnigione JNA Lubiana |
| Kladivar Celje          | 4 – 2     | Krim Lubiana            |
| Rudar Trbovlje          | 4 – 1     | Postumia                |